# Rosochatka (przełęcz)
Rosochatka (niem. Ladestatt) – przełęcz na wysokości 710 m n.p.m. w Masywie Chełmca, w Górach Wałbrzyskich (Sudety Środkowe). Porasta ją las bukowy z domieszką innych gatunków. Podłoże jest zbudowane z permskich porfirów. Na przełęczy znajduje się miejsce odpoczynku dla turystów.

## Szlaki turystyczne
Na przełęczy styka się i krzyżuje kilka szlaków.
Piesze:
- zielony: Trójgarb – Chełmiec – Dzikowiec Wielki
- żółty: Wałbrzych – Chełmiec[1]

Rowerowe górskie:
- czerwony: Dzikowiec Wielki - Chełmiec - Mniszek
- niebieski: Biały Kamień - Chełmiec